# Чемпионат мира по волейболу среди мужских клубных команд 2009
5-й чемпионат мира по волейболу среди мужских клубных команд прошёл после 17-летнего перерыва с 3 по 8 ноября 2009 года в Дохе (Катар) с участием 8 команд. Чемпионский титул выиграл «Трентино» (Тренто, Италия).

## Команды-участницы
«Аль-Араби» (Доха, Катар) — команда страны-организатора;
«Трентино» (Тренто, Италия) — победитель Лиги чемпионов ЕКВ 2009;
«Пайкан» (Тегеран, Иран) — победитель чемпионата Азии среди клубных команд 2009;
«Симед» (Флорианополис, Бразилия) — победитель чемпионата Южной Америки среди клубных команд 2009;
«Замалек» (Каир, Египет) — победитель Кубка африканских чемпионов 2009;
«Платанерос де Коросаль» (Кагуас, Пуэрто-Рико) — представитель NORCECA;
«Зенит» (Казань, Россия) — по приглашению организаторов (первая команда в рейтинге ЕКВ);
«Скра» (Белхатув, Польша) — по приглашению организаторов (вторая команда в рейтинге ЕКВ).

## Система проведения чемпионата
8 команд-участниц на предварительном этапе были разбиты на две группы. 4 команды (по две лучшие из групп) вышли в плей-офф и по системе с выбыванием определили призёров чемпионата.

## Предварительный этап

### Группа A
| М | Команда                           | 1   | 2   | 3   | 4   | И | В | П | С/П | О |
| - | --------------------------------- | --- | --- | --- | --- | - | - | - | --- | - |
| 1 | «Трентино» (Тренто)               |     | 3:2 | 3:1 | 3:0 | 3 | 3 | 0 | 9:3 | 6 |
| 2 | «Зенит» (Казань)                  | 2:3 |     | 3:0 | 3:0 | 3 | 2 | 1 | 8:3 | 5 |
| 3 | «Замалек» (Каир)                  | 1:3 | 0:3 |     | 3:2 | 3 | 1 | 2 | 4:8 | 4 |
| 4 | «Платанерос де Коросаль» (Кагуас) | 0:3 | 0:3 | 2:3 |     | 3 | 0 | 3 | 2:9 | 3 |

3 ноября: «Трентино» — «Замалек» 3:1 (25:18, 25:21, 23:25, 25:20); «Зенит» — «Платанерос де Коросаль» 3:0 (25:20, 25:14, 25:17).
4 ноября: «Замалек» — «Платанерос де Коросаль» 3:2 (23:25, 25:13, 23:25, 25:14, 21:19); «Трентино» — «Зенит» 3:2 (24:26, 25:23, 24:26, 25:19, 15:11).
5 ноября: «Зенит»» — «Замалек» 3:0 (25:18, 25:13, 25:11); «Трентино» — «Платанерос де Коросаль» 3:0 (25:18, 25:13, 25:19).

### Группа В
| М | Команда                 | 1   | 2   | 3   | 4   | И | В | П | С/П | О |
| - | ----------------------- | --- | --- | --- | --- | - | - | - | --- | - |
| 1 | «Скра» (Белхатув)       |     | 3:0 | 3:1 | 3:0 | 3 | 3 | 0 | 9:1 | 6 |
| 2 | «Пайкан» (Тегеран)      | 0:3 |     | 3:1 | 3:0 | 3 | 2 | 1 | 6:4 | 5 |
| 3 | «Симед» (Флорианополис) | 1:3 | 1:3 |     | 3:1 | 3 | 1 | 2 | 5:7 | 4 |
| 4 | «Аль-Араби» (Доха)      | 0:3 | 0:3 | 1:3 |     | 3 | 0 | 3 | 1:9 | 3 |

3 ноября:  «Скра» — «Аль-Араби» 3:0 (25:22, 25:11, 25:20); «Пайкан» — «Симед» 3:1 (15:25, 28:26, 25:21, 25:22).
4 ноября: «Симед» — «Аль-Араби» 3:1 (18:25, 25:17, 25:17, 25:22);  «Скра» — «Пайкан» 3:0 (25:22, 25:18, 25:17).
5 ноября: «Пайкан» — «Аль-Араби» 3:0 (25:23, 25:19, 25:14);  «Скра» — «Симед» 3:1 (22:25, 25:18, 25:21, 25:23).

## Плей-офф

### Полуфинал
7 ноября
«Скра» — «Зенит» 3:1 (15:25, 25:23, 25:21, 26:24)
«Трентино» — «Пайкан» 3:0 (25:18, 25:22, 25:19)

### Матч за 3-е место
8 ноября
«Зенит» — «Пайкан» 3:0 (25:13, 25:18, 25:16)

### Финал
8 ноября
«Трентино» —  «Скра» 3:0 (26:24, 25:18, 25:19)

## Итоги

### Положение команд
| «Трентино» (Тренто)                    |
| «Скра» (Белхатув)                      |
| «Зенит» (Казань)                       |
| 4. «Пайкан» (Тегеран)                  |
| 5—6. «Симед» (Флорианополис)           |
| 5—6. «Замалек» (Каир)                  |
| 7—8. «Платанерос де Коросаль» (Кагуас) |
| 7—8. «Аль-Араби» (Доха)                |

### Призёры
«Трентино» (Тренто): Матей Казийски, Лоренцо Галлости, Эмануэле Бирарелли, Османи Хуанторена, Лукаш Жигадло, Рафаэль Виейра ди Оливейра, Леандро Висотто Невес, Андреа Сала, Цветан Соколов, Франческо Корсини, Рено Эрпе, Андреа Бари. Главный тренер — Радостин Стойчев.
   «Скра» (Белхатув): Мачей Добровольски, Мариуш Влязлый, Пётр Гацек, Даниэль Плиньски, Якуб Новотны, Милош Хебда, Бартош Курек, Мигель Фаласка, Стефан Антига, Радослав Внук, Марцин Можджонек, Михал Бонкевич. Главный тренер — Яцек Навроцки.
  «Зенит» (Казань): Ллой Болл, Николай Апаликов, Александр Богомолов, Максим Пантелеймоненко, Сергей Тетюхин, Алексей Черемисин, Антон Куликовский, Денис Гаркушенко, Клейтон Стэнли, Александр Абросимов, Алексей Вербов, Владислав Бабичев. Главный тренер — Владимир Алекно.

### Индивидуальные призы
MVP: Матей Казийски («Трентино»)
Лучший нападающий: Матей Казийски («Трентино»)
Лучший блокирующий: Марцин Можджонек («Скра» «Скра»)
Лучший на подаче: Османи Хуанторена («Трентино»)
Лучший связующий: Рафаэль Виейра ди Оливейра («Трентино»)
Лучший либеро: Алексей Вербов («Зенит»)
Самый результативный: Бартош Курек ( «Скра»)